# Rico Dalasam
Jefferson Ricardo da Silva (Taboão da Serra, 22 de julho de 1989), mais conhecido como Rico Dalasam, é um cantor, compositor e rapper brasileiro. Dalasam é um acrônimo da frase "Disponho Armas Libertárias a Sonhos Antes Mutilados". Assumidamente homossexual, é representante da comunidade LGBT no intitulado queer rap. Cita Rick James, Prince e André 3000 como influências musicais.
Uma de suas inspirações musicais é a própria aceitação da sexualidade, abordada nas canções "Aceite-C" e "Não Posso Esperar", presentes no extended play (EP) Modo Diverso, sendo a primeira seu single de divulgação.
Lançou seu disco de estreia Orgunga em junho de 2016, cujo título faz referência às palavras "orgulho, negro e gay". Ficou também conhecido após postar um clipe com a participação de Pabllo Vittar, "Todo Dia", cujo videoclipe ultrapassou a marca de 10 milhões visualizações em dois meses após o lançamento.

## Discografia

### Álbuns de estúdios
| Álbum                                                        | Detalhes                                                                                            |
| ------------------------------------------------------------ | --------------------------------------------------------------------------------------------------- |
| Orgunga                                                      | - Lançado: 3 de junho de 2016 - Formato: CD, Download digital e Streaming - Gravadora: Rico Dalasam |
| Fim das Tentativas                                           | Data: 3 de agosto de 2022                                                                           |
| Escuro Brilhante, Último Dia no Orfanato Tia Guga (EBUDNOTG) | Data: 14 de dezembro de 2023                                                                        |

### Extended plays(EPs)
| Álbum                              | Detalhes                                                                                         |
| ---------------------------------- | ------------------------------------------------------------------------------------------------ |
| Modo Diverso                       | - Lançado: 27 de março de 2015 - Formato: Download Digital e Streaming - Gravadora: Independente |
| Balanga Raba                       | - Lançado: 21 de Julho de 2017 - Formato: Download Digital e Streaming - Gravadora: Independente |
| Dolores Dala, O Guardião do Alívio | - Lançado: 28 de Maio de 2020 - Formato: Download Digital e Streaming - Gravadora: Independente  |

### Singles
| Ano  | Single                                       | Álbum                           |
| ---- | -------------------------------------------- | ------------------------------- |
| 2014 | "Aceite-C"                                   | Modo Diverso                    |
| 2015 | "Paz, Coroas e Tronos"                       | Não adicionado a nenhum álbum   |
| 2016 | "Riquíssima (Remix)" (feat. Mahal Pita)      | Orgunga                         |
| 2016 | "Esse Close Eu Dei"                          | Orgunga                         |
| 2016 | "Procure"                                    | Balanga Raba                    |
| 2017 | "Não Deito Pra Nada" (feat. Dinho Souza)     | Balanga Raba                    |
| 2017 | "Fogo em Mim" (feat. Mahal Pita)             | Balanga Raba                    |
| 2018 | "Não Deito Pra Nada 2.0" (feat. Dinho Souza) | Não adicionado a nenhum álbum   |
| 2019 | "Braille" (feat. Dinho Souza)                | Dolores Dala Guardião do Alívio |
| 2019 | "Olho Mágico" (feat. Hurso & BetoCoelho)     | Não adicionado a nenhum álbum   |
| 2021 | "Vividir" (feat. Dinho Souza)                | Não adicionado a nenhum álbum   |
| 2022 | 30 Semanas                                   | Não adicionado a nenhum álbum   |

### Outras aparições
| Ano  | Canção                  | Outro(s) artista(s)                                                       | Álbum                                                 |
| ---- | ----------------------- | ------------------------------------------------------------------------- | ----------------------------------------------------- |
| 2015 | “Mandume”               | Emicida (Com Drik Barbosa, Amiri, Rico Dalasam, Muzzike e Raphao Alaafin) | "Sobre Crianças, Quadris, Pesadelos e Lições de Casa" |
| 2017 | "Todo Dia"              | Pabllo Vittar                                                             | Vai Passar Mal                                        |
| 2017 | "Sinfonia da Revolução" | Rincon Sapiência, Nego E, Lívia Cruz, Tássia Reis, Aori e Amiri           | Não adicionado a nenhum álbum                         |
| 2020 | "ALL YOU NEED IS LOVE " | Jup do Bairro & Linn da Quebrada                                          | Corpo sem Juízo                                       |

## Filmografia

### Filmes
| Ano  | Título  | Personagem | Notas          | Ref.   |
| ---- | ------- | ---------- | -------------- | ------ |
| 2019 | Procure | Ricardo    | Curta-metragem | [ 17 ] |

- O Rap pelo Rap 2
- Seek

### Televisão
| Ano  | Título      | Personagem | Notas                 | Ref.   |
| ---- | ----------- | ---------- | --------------------- | ------ |
| 2017 | Mister Brau | Ele mesmo  | Participação especial | [ 17 ] |

## Vídeos musicais
| Título          | Ano  | Artista       | Ref.   |
| --------------- | ---- | ------------- | ------ |
| Corpo sem Juízo | 2020 | Jup do Bairro | [ 18 ] |

## Externo
- Rico Dalasam. no IMDb.
- Rico Dalasam. no Dicionário Cravo Albin da Música Popular Brasileira